# Unicredit Group
Unicredit Group är en italiensk finansiell koncern med säte i Rom. Koncernens verksamhet omfattar främst Italien, samt delar av Central- och Östeuropa. På de flesta marknader används namnet Unicredit, men i koncernen ingår även Bank Austria, Bank Pekao, HypoVereinsbank, Pioneer Investments och Zagrebačka banka. 	